# 69 saker du vill veta om sex
69 saker du vill veta om sex är ett underhållningsprogram i TV3 som sändes under hösten 2012, våren 2013 samt hösten 2013. Programmet handlar om sex och samlevnadsfrågor och leds av programledaren Robin Olsson. I programmet varvas en studiodiskussion med reportage från hela världen. Producent för programmet är journalisten Johan Romin.